# Praga T
Praga T (Těžký) byl nákladní automobil vyráběný Automobilním oddělením První českomoravské továrny na stroje v Praze-Libni mezi lety 1912–1938. 

## Historie

### Model T
První a druhá série se skládaly z 5 kusů, první vůz vznikl v roce 1912, druhý v roce 1914. Na jeho konstrukci se pravděpodobně podílek konstruktér František Kec. Motor byl shodný s typem vojenského nákladního vozu Praga V, se spotřebou 58 litrů benzínu a 1 litru oleje na 100 km. Vyráběna byla také varianta s hasičskou karoserií. Hotové vozidlo stálo 24 400 rakousko-uherských korun. V roce 1914 vyrobila v licenci 4 kusy modelu T firma Rába v uherském Raabu (Győr).

### TN a TND
1. a 2 série byla vyráběna pod označením TN (Nákladní): 5 kusů bylo vyrobeno v roce 1930 a 50 v roce 1931. Vybaveny byly vodou chlazeným zážehovým šestiválcem s vrtáním 100 mm a zdvihem 150 mm. V roce 1931 byl vůz k dispozici také s rozvory 5,20 m a 5,80 m. Spotřeba se pohybovala kolem 50 litrů benzínu a 1,2 litru oleje na 100 km. Kompletní vozidlo stálo 139 000 Kč.
U vozů TN 3. a 4 série bylo vrtání motoru zvětšeno o 5 mm, což zvýšilo jeho výkon. 50 jednotek bylo vyrobeno v roce 1931, 10 podvozků pro autobusové karoserie v roce 1937 a jedno vozidlo jako „zvláštní objednávka“ v roce 1938. Samostatně stojí za zmínku 7 obrněných vodních děl z roku 1936 pro pořádkové složky Rumunského království, které měly kromě tubusu vodního děla (vodní kapacita 5000 litrů) také kulomet (ZB vz. 26) se zásobou 1000 nábojů instalovaný v obrněné věži. 
V roce 1937 bylo vyrobeno a dodáno 8 popelářských vozů pod označením TND s 8,55litrovým vodou chlazeným šestiválcovým dieselovým motorem montovaným do modelů Praga ND.

### TO
Třínápravový nákladní automobil TO, těžký nákladní automobil nebo s autobusovou nástavbou, byl představen roku 1933. Osazen byl vodou chlazeným zážehovým šestiválcem s vrtáním 120 mm a zdvihem 170 mm, jaký byl použit i u dělostřeleckých pásových tahačů Praga T-7 a T-8 o spotřebě 62 - 64 l benzínu a 1,2 litru oleje na 100 km. V letech 1933 až 1935 bylo vyrobeno celkem asi 8 kusů, v letech 1935 až 1938 asi 14 kusů a v letech 1933 až 1938 přibližně 22 kusů autobusové varianty TOV (max. 90 osob), celkem tedy asi 44 kusů, podle jiného zdroje jen 25 kusů. Z pramenů není zcela jasné, do jaké míry byly podvozky osazeny karoseriemi nákladních automobilů nebo autobusů. V počtu kusů jsou zahrnuty i některé jednotlivé kusy se speciální konstrukcí nebo speciálními technickými vlastnostmi (zadní výkyvná náprava, brzdy Bendix), i když není jasné, do jaké míry zůstala tato vozidla čistě zkušebními kusy nebo byla skutečně schválena pro silniční provoz.
Roku 1938 byla pak výroba modelů na podvozku T definitivně ukončena.
Na základě autobusu Praga TOV byl v letech 1936–1939 vyráběn trolejbus Praga TOT.